# A Mexicana (2001)
The Mexican (bra/prt: A Mexicana) é um filme estadunidense de 2001 dirigido por Gore Verbinski e estrelado Brad Pitt e Julia Roberts.
O filme arrecadou cerca de sessenta e seis milhões de dólares só nos Estados Unidos, enquanto que em outros países, A Mexicana acumulou mais oitenta e um milhões, totalizando uma receita bruta mundial de mais de cento e quarenta e sete milhões (contra um orçamento de cinquenta e sete milhões de dólares).

## Elenco
- Brad Pitt...Jerry Welbach
- Julia Roberts...Samantha Barzel
- James Gandolfini...Leroy
- David Krumholtz...Beck
- Gene Hackman...Margolese
- Luis Felipe Tovar...Filho do nobre
- Bob Balaban...Bernie Nayman
- Sherman Augustus...homem negro bem-vestido
- J.K. Simmons...Ted Slocum
- Michael Cerveris...Frank
- Pedro Armendáriz Jr.
- Cástulo Guerra...Joe, dono da loja de penhores

## Produção

### Pré-produção
O roteiro do filme originalmente trazia a intenção de ser uma produção independente sem a participação de grandes estrelas do cinema mas Brad Pitt e Julia Roberts, que já vinham a algum tempo procurando um projeto para trabalharem juntos, descobriram sobre o filme e decidiram participar dele. Roberts também sugeriu James Gandolfini para compor o elenco; Gandolfini posteriormente considerou sua atuação no filme como uma das melhores já feitas por ele em sua carreira.

## Recepção

### Bilheteria
O filme estreou no primeiro lugar nas bilheterias da América do Norte, faturando US$ 20.108.829 em seu fim de semana de estreia; embora tenha diminuído 39% nos ganhos da semana seguinte, isso não foi o suficiente para tirar o filme do topo das bilheterias por mais uma semana. Por fim, o filme faturou US$ 147,8 milhões em todo o mundo, tornando-se um sucesso comercial.

### Recepção crítica
O filme possui uma classificação de 56% de aprovação no agregador de críticas Rotten Tomatoes; o consenso crítico do site afirma que "A Mexicana faz uma boa tentativa de originalidade, tendo sua longa duração de mais de duas horas bem justificada. Contudo, aqueles que desejavam ver Roberts e Pitt atuando juntos podem acabar decepcionados, pois ao longo de quase todo o filme o casal atua em cenas separadas".